# Jugla
Jugla er en af Rigas 47 bydele (lettisk: apkaime, sing.). Jugla har 27.250 indbyggere og dets areal udgør 1.409,90 hektar, hvilket giver en befolkningstæthed på 19 indbyggere per hektar.

## Eksterne kildehenvisninger
- Apkaimes – Rigas bydelsprojekt